# Fotoperiodiciteit
Fotoperiodiciteit is het verschijnsel dat organismen in hun fysiologie reageren op de jaarlijkse verschillen in daglengte.
Veel planten (zoals bedektzadigen) gebruiken een fotoreceptoreiwit, zoals phytochroom of cryptochroom, om de seizoensgebonden verschillen in de lengte van dag en nacht waar te nemen. Langedagplanten hebben veel uren zonlicht per dag nodig om tot bloei te komen en deze bloeien dus vooral in de zomer. Kortedagplanten kunnen met minder uren zon per dag toe, deze bloeien dan ook vooral in de lente of herfst.
Voor veel dieren is kennis van de tijd van het jaar vitaal voor het overleven. Het aanpassen aan de daglengte zorgt hierbij voor een aantal veranderingen in fysiologie en gedrag. Samen met de veranderingen in de omgevingstemperatuur zorgt de verandering in daglengte voor veranderingen in de kleur van de vacht of veren, migratie, het aanleggen van voedselvoorraden, het vergroten van vetreserves, het het starten van de winterslaap, en het aanpassen van het voortplantingsgedrag.
Fotoperiodisme is ook belangrijk voor andere organismen naast dieren en planten. De schimmel Neurospora crassa, dinoflagellaten Lingulodinium plyedra en de  eencellige groene alg Chlamyodomas reinhardtii laten ook fotoperiodische reacties zien.